# Miscelánea negra
Miscelánea negra es el decimoquinto álbum solista de estudio de Ruben Rada y el primero grabado en Uruguay luego de su regreso al país, sin contar el proyecto paralelo Botijas Band. Fue editado en 1997 por el sello discográfico Ayuí / Tacuabé.

## Historia
En el disco Rada recorre distintos ritmos negros de América como candombe, bachata, rumba, joropo, rock y merengue.
A partir de Miscelánea negra, y hasta Bailongo (2007), Andrés Arnicho se encargó de la musicalidad en los álbumes de Rada.
El disco incluye un medley con “Malísimo”, “La mandanga” y Rock de la calle”, canciones clásicas del músico. “Tengo que contar un sueño” es una canción que había grabado previamente en el álbum Adar Nebur (1984).
“Dame un besho” y “El mundo entero” fueron incluidas en el recopilatorio triple de Rada El álbum negro (2011).
Fito Páez participa como invitado en las canciones “El mundo entero” y "Existe”.
Miscelánea negra fue un disco exitoso en Uruguay, alcanzando el Disco de Platino.
El arte de tapa y el librillo fueron diseñados por Maca (Gustavo Wojciechowski).
El álbum fue editado en los formatos CD y casete, y reeditado en CD en 2007 con fines promocionales y diferente arte de tapa.

## Lista de temas
1. Te quiero
2. Palomita Chiapaneca
3. Medley (Malísimo - La mandanga - Rock de la calle)
4. Y más
5. Dame un besho
6. Por amor
7. Partiré
8. Yo te vo'a comer igual
9. El mundo entero
10. Tengo que contar un sueño
11. Existe
12. Terminó
13. La gringa del barrio

## Ficha técnica
- Todos los temas pertenecen a Ruben Rada excepto "Yo te vo'a comer igual" de Ruben Rada y Claudio Moglia
- Todos los temas fueron arreglados por Ruben Rada y Andrés Arnicho, excepto "Tengo que contar un sueño" y "Terminó" arreglados por Andrés Arnicho
- Andrés Arnicho: teclados y programación
- Urbano Moraes: bajo
- Tato Moraes: guitarra
- Nelson Cedrez: batería
- Fernando "Lobo" Núñez: piano
- Jorge "Foqué" Gómez: chico
- Pablo "Piraña" Silva: repique
- Elena Mañosa: coros
- Lea Bensassón: coros
- Participaciones especiales: Fito Páez (voz), Francisco Fattoruso (guitarra), Nicolás Arnicho (percusión) César Martínez (coros), Santiago Gutiérrez (saxo alto y saxo soprano), Carlos Quintana
- Producción musical: Ruben Rada
- Producción ejecutiva: Ayuí / Tacuabé
- Ingeniero de grabación: Luis Restuccia
- Asistente de grabación: Jorge Mulet
- Grabado y mezclado en "Estudio del Cordón" entre junio de 1996 y marzo de 1997
- Diseño gráfico: Maca (Barra/Diseño)
- Fotos: Magela Ferrero
- Ediciones Ayuí / Tacuabé, Montevideo, junio de 1997